# Academia Europaea
Academia Europaea – europejska pozarządowa organizacja naukowa, działająca od 1988. W swojej misji deklaruje w szczególności działania na rzecz wprowadzania najwyższych standardów w nauce, badaniach i edukacji, wspieranie badań interdyscyplinarnych i międzynarodowych zwłaszcza w zakresie spraw europejskich, promowanie wartości europejskiej nauki i badań. Akademia jest finansowana ze środków własnych, dotacji rządowych i wpłat ze strony współpracujących instytucji.
Academia Europaea powstała w 1988 z inicjatywy m.in. Royal Society. Jej pierwszy zjazd z udziałem ponad 600 naukowców z Europy odbył się w czerwcu 1988 w Londynie. Instytucja gromadzi specjalistów z różnych dziedzin nauki w tym medycyny, chemii, fizyki, matematyki, ekonomii, nauk humanistycznych i społecznych. Według stanu na 2011 zrzeszała około 2,5 tys. członków w tym około 50 laureatów Nagrody Nobla, stając się największym paneuropejskim towarzystwem naukowym. Academia Europaea koncentruje się na działalności opiniodawczej i doradczej w zakresie nauki, współpracując w tym zakresie m.in. z Komisją Europejską. Struktura organizacyjna obejmuje podział na sekcje (ponad 20) w czterech różnych klasach przedmiotowych (nauki humanistyczne, nauki społeczne i pokrewne, nauki ścisłe, nauki biologiczne).
Siedziba instytucji mieści się w Londynie. Akademia zorganizowała także kilka swoich biur w krajach europejskich (w tym w Barcelonie i we Wrocławiu) oraz centrum informacyjne w Grazu.

## Prezesi
- 1988–1994: Arnold Burgen
- 1994–1997: Hubert Curien
- 1997–2002: Stig Strömholm(inne języki)
- 2002–2008: Jürgen Mittelstraß(inne języki)
- 2008–2014: Lars Walløe(inne języki)[2]
- 2014–2021: Sierd Cloetingh(inne języki)
- od 2022: Marja Makarow(inne języki)